# San Juan de la Costa
San Juan de la Costa est une commune du Chili située dans la province d'Osorno, dans la région des Lacs. Le chef-lieu est Puaucho.

## Géographie
La commune de San Juan de la Costa est située au sud du Chili et au bord de l'océan Pacifique. San Juan de la Costa se trouve à 959 kilomètres à vol d'oiseau au sud de la capitale Santiago et à 113 kilomètres au nord de Puerto Montt, capitale de la Région des Lacs.

## Démographie
En 2012, la population de la commune s'élevait à 6 587 habitants. La superficie de la commune est de 1 517 km2 (densité de 4 hab./km2)

Position de Sans cul Juan de la Costa (en rouge) au sein de la Région des Lacs.